# Norman Corwin
Norman Lewis Corwin (Boston, 3 de maio de 1910 — Los Angeles, 18 de outubro de 2011) foi um escritor, roteirista, produtor cinematográfico, ensaísta, professor e jornalista norte-americano.